# Амброны
Амбро́ны (лат. Ambrones), Амвроны — кельтское племя, которое в эпоху вторжения германских племен кимвров и тевтонов проживало на территории современной Швейцарии.
Амвроны вместе с другими тремя западногерманскими народами: тевтонами, кимврами и тигуринами, в 113 году до Нашей эры и в следующие годы, шесть раз разбивали римские войска и угрожали римскому государству по ту сторону Альп, так что еще в позднейшее время имя их среди римлян произносилось с ужасом, где собственно жили амброны, с точностью не определено.

## История
Об амбронах упоминают Ливий (I. 68), Страбон (4, р.183), Плутарх (Mar.), Евтроний (V, 1).
Когда началась Кимврская война, амброны жили в Гельвеции, в пределах нынешнего бернского кантона. Вместе с двумя другими гельветскими племенами — тигуринами (Tigurini) и тугенами — они примкнули к кимврам и тевтонам, участвовали в их грабежах и опустошениях, в их победах над римскими войсками. Они разделили с тевтонами их участь в кровопролитной битве при Эксе (102 год до нашей эры). После той победы Ма́рия имя амбронов как народа исчезло; их остатки были, вероятно, истреблены жителями Галлии или смешались с другими племенами.
Но само слово Ambro (Ambrones) перешло в язык римлян в значении ругательства — «распутный человек, негодяй», согласно объяснению Феста — «turpis vitae homines ambrones dicuntur».
Французские историки Ам. Тьери и Анри Мартен считали их потомками древних умбров, загнанными в Альпийские горы при распространении в Италии этрусского владычества; но мнение могло быть из-за случайного сходства имён. Немецкие учёные (напр., Дифенбах (Lorenz Diefenbach) в «Origines Europeae», 1861) считали амбронов ветвью лигурийского племени, которая, возможно, получила значительную примесь от кельтов.